# Dél-afrikai veréb
A dél-afrikai veréb (Passer diffusus) a madarak osztályának verébalakúak (Passeriformes)  rendjébe és a verébfélék (Passeridae) családjába tartozó faj.

## Rendszerezése
A fajt Andrew Smith skót zoológus írta le 1836-ban, a Pyrgita nembe Pyrgita diffusa néven.

## Alfajai
- Passer diffusus diffusus (A. Smith, 1836)
- Passer diffusus luangwae Benson, 1956
- Passer diffusus mosambicus Someren, 1921
- Passer diffusus stygiceps Clancey, 1954[2]

## Előfordulása
Angola, Botswana, a Dél-afrikai Köztársaság, Lesotho, Malawi, Mozambik, Namíbia, Tanzánia, Szváziföld, Zambia és Zimbabwe területén honos.
Természetes élőhelyei a szubtrópusi vagy trópusi füves puszták és cserjések, valamint vidéki kertek és városi régiók. Állandó, nem vonuló faj.

## Megjelenése
Testhossza 16 centiméter.
|  |

## Természetvédelmi helyzete
Az elterjedési területe rendkívül nagy, egyedszáma pedig stabil. A Természetvédelmi Világszövetség Vörös listáján nem fenyegetett fajként szerepel.